# Lasoty (Białoruś)
Lasoty (biał. Лясоты, Lasoty; ros. Лясоты, Lasoty; pol. hist. Lasota) – wieś na Białorusi, w obwodzie brzeskim, w rejonie żabineckim, w sielsowiecie Chmielewo.

## Historia
Pod zaborami i w II Rzeczypospolitej okolica szlachecka. W XIX i w początkach XX w. położone były w Rosji, w guberni grodzieńskiej, w powiecie brzeskim, w gminie Turna.
W dwudziestoleciu międzywojennym leżały w Polsce, w województwie poleskim, w powiecie brzeskim, w gminie Turna. W 1921 miejscowość liczyła 120 mieszkańców, zamieszkałych w 22 budynkach, w tym 119 Polaków i 1 Białorusina. 113 mieszkańców było wyznania rzymskokatolickiego i 7 prawosławnego.
Po II wojnie światowej w granicach Związku Sowieckiego. Od 1991 w niepodległej Białorusi.